# Аспарухово (плаж)
Плаж „Аспарухово“ е плаж на Черно море в кв. „Аспарухово“, Варна. Разположен е между парк „Аспарухово“ и нос Галата. Плажът е заобиколен от много зеленина. Той е просторен, а плажната ивица няма платени чадъри и места, но е неохраняван. Има безплатен паркинг, заведения, парк, игрище за плажен волейбол, площадка за мини голф, сърф и сърф училище. Плажът е сред предпочитаните от варненци, заради спокойствието и близкото му разположение.